# Psyllocarpus psyllocarpoides
Psyllocarpus psyllocarpoides là một loài thực vật có hoa trong họ Thiến thảo. Loài này được (Sucre) J.H.Kirkbr. miêu tả khoa học đầu tiên năm 1979.